# جون كوالين
جون كوالين (بالإنجليزية: John Qualen)‏ ( 8 ديسمبر 1899 - 12 ديسمبر 1987) ممثل شخصيات  كندي أمريكي من التراث النرويجي ومتخصص بالادوار الاسكندنافية
 أحد ابرز أعماله فيلم عناقيد الغضب عام 1940

## روابط خارجية
- جون كوالين على موقع IMDb (الإنجليزية)
- جون كوالين على موقع ألو سيني (الفرنسية)
- جون كوالين على موقع تيرنر كلاسيك موفيز (الإنجليزية)
- جون كوالين على موقع أول موفي (الإنجليزية)
- جون كوالين على موقع قاعدة بيانات برودواي على الإنترنت (الإنجليزية)
- جون كوالين على موقع قاعدة بيانات الأفلام السويدية (السويدية)
- جون كوالين على موقع إن إن دي بي (الإنجليزية)
- جون كوالين على موقع قاعدة بيانات الفيلم (الإنجليزية)
- جون كوالين على موقع كينوبويسك (الروسية)